# Tennis-Bundesliga 2012
Die Tennis-Bundesliga 2012 bestand aus drei Ligen, in denen bei den Herren, Damen und Herren 30 jeweils zwischen sieben und 10 Mannschaften um die Titel der Deutschen Mannschaftsmeister kämpften. Es handelte sich dabei um die 1. Bundesliga Herren, die 1. Bundesliga Damen und die 1. Bundesliga Herren 30. Daneben gab es bei den Herren, Damen und Herren 30 als direkten Unterbau die 2. Bundesliga Herren, Damen und Herren 30.
Deutscher Mannschaftsmeister 2012 der Herren wurde die Mannschaft von TK Kurhaus Aachen, bei den Damen sicherte sich TC WattExtra Bocholt und bei den Herren 30 der Oelder TC BW den Titel.

## Organisation
Die Tennis-Bundesligen in Deutschland werden vom Deutschen Tennis Bund mit Sitz in Hamburg veranstaltet und organisiert. Grundlage für die Durchführung sind neben den Tennisregeln der ITF, die Turnierordnung des DTB sowie das Bundesliga-Statut.

## Namenssponsoren
Namenssponsor der 1. und 2. Tennis-Bundesliga der Herren war 2012 der Online-Tennis-Versandhändler Tennispoint. Die Bundesliga der Damen und Herren 30 hatte 2012 keinen Namenssponsor.

## Tennis-Bundesliga der Herren 2012

### 1. Tennis-Bundesliga der Herren
Der TK Kurhaus Aachen verteidigte seinen Titel vor dem TC Blau-Weiss Halle mit einem knappen 4:2-Sieg am letzten Spieltag im direkten Aufeinandertreffen der beiden erstplatzierten Mannschaften. Mit einem Unentschieden hatte sich Halle die Meisterschaft gesichert, verlor aber unter anderem das letzte ausgespielte Doppel mit 7:10 im Match-Tie-Break.
Mit dem TC Amberg am Schanzl und dem Tennis-Club 1. FC Nürnberg stiegen zwei bayerische Mannschaften ab, die Nürnberger dabei nur aufgrund des schlechteren Satzverhältnisses gegenüber dem punkt- und matchgleichen HTC Blau-Weiß Krefeld.
|    | Mannschaft               | Begegnungen | Punkte | Matches | Sätze | Spiele  |
| -- | ------------------------ | ----------- | ------ | ------- | ----- | ------- |
| 1  | TK Kurhaus Aachen (M)    | 9           | 15:3   | 39:15   | 84:40 | 607:422 |
| 2  | TC Blau-Weiss Halle      | 9           | 14:4   | 37:17   | 80:40 | 579:416 |
| 3  | Erfurter TC Rot-Weiß     | 9           | 12:6   | 33:21   | 74:52 | 548:487 |
| 4  | TK Grün-Weiss Mannheim   | 9           | 11:7   | 32:22   | 71:54 | 539:511 |
| 5  | Rochusclub Düsseldorf    | 9           | 10:8   | 28:26   | 65:62 | 505:524 |
| 6  | TC Blau-Weiss Neuss      | 9           | 8:10   | 24:30   | 55:70 | 463:546 |
| 7  | SV Wacker Burghausen (A) | 9           | 8:10   | 23:31   | 61:71 | 499:508 |
| 8  | HTC Blau-Weiß Krefeld    | 9           | 5:13   | 20:34   | 54:78 | 473:567 |
| 9  | TC Amberg am Schanzl     | 9           | 5:13   | 20:34   | 49:76 | 493:573 |
| 10 | 1. FC Nürnberg           | 9           | 2:16   | 14:40   | 39:89 | 441:593 |

### 2. Tennis-Bundesliga der Herren
Der Bremerhavener TV 1905 gewann die 2. Bundesliga der Herren souverän und ungeschlagen vor dem TC Bruckmühl-Feldkirchen, der damit den direkten Durchmarsch von der Regionalliga in die Bundesliga schaffte.
Es stieg keine Mannschaft ab um die Liga in der folgenden Saison wieder auf eine Besetzung mit neun Mannschaften zu erweitern.
|    | Mannschaft                   | Begegnungen | Punkte | Matches | Sätze | Spiele  |
| -- | ---------------------------- | ----------- | ------ | ------- | ----- | ------- |
| 1. | Bremerhavener TV 1905        | 6           | 12:0   | 40:14   | 87:42 | 601:442 |
| 2. | TC Bruckmühl-Feldkirchen (A) | 6           | 8:4    | 27:27   | 66:61 | 522:518 |
| 3. | TC Wolfsberg Pforzheim       | 6           | 6:6    | 31:23   | 72:55 | 564:510 |
| 4. | Gladbacher HTC (A)           | 6           | 6:6    | 24:30   | 57:66 | 490:518 |
| 5. | TV Espelkamp-Mittwald        | 6           | 4:8    | 26:28   | 56:69 | 469:538 |
| 6. | TV Reutlingen                | 6           | 4:8    | 22:32   | 55:74 | 503:560 |
| 7. | TC Großhesselohe             | 6           | 2:10   | 19:35   | 51:77 | 492:555 |

## Tennis-Bundesliga der Herren 30 2012

### 1. Tennis-Bundesliga der Herren 30
Der Oelder TC Blau-Weiss gewann ungeschlagen die erste Bundesliga der Herren 30 und damit die deutsche Meisterschaft in dieser Altersklasse.
Es stiegen die Mannschaften des TC Schönbusch Aschaffenburg und der TG Westfalia Dortmund als die beiden letztplatzierten Mannschaften der Tabelle ab. 
|     | Mannschaft                  | Begegnungen | Punkte | Matches | Sätze  | Spiele  |
| --- | --------------------------- | ----------- | ------ | ------- | ------ | ------- |
| 01. | Oelder TC BW                | 7           | 14:0   | 42:21   | 90:54  | 633:526 |
| 02. | TC Raadt                    | 7           | 12:2   | 47:16   | 100:41 | 683:444 |
| 03. | Gladbacher HTC              | 7           | 8:6    | 40:23   | 89:50  | 638:465 |
| 04. | TB Erlangen                 | 7           | 8:6    | 36:27   | 81:61  | 624:528 |
| 05. | TC Kaiserswerth             | 7           | 6:8    | 33:30   | 69:68  | 556:548 |
| 06. | TC Bruckmühl-Feldkirchen    | 7           | 6:8    | 24:39   | 53:81  | 517:602 |
| 07. | TC Schönbusch Aschaffenburg | 7           | 2:12   | 22:41   | 52:87  | 481:604 |
| 08. | TG Westfalia Dortmund       | 7           | 0:14   | 8:55    | 20:112 | 305:720 |

### 2. Tennis-Bundesliga der Herren 30
Der TC Parkhaus Wanne-Eickel gewann die zweite Bundesliga nur aufgrund des besseren Satzverhältnisses gegenüber dem zweitplatzierten TC Rotenbühl Saarbrücken. Beide Mannschaften sicherten sich aber den Aufstieg in die erste Bundesliga.
|     | Mannschaft                 | Begegnungen | Punkte | Matches | Sätze  | Spiele  |
| --- | -------------------------- | ----------- | ------ | ------- | ------ | ------- |
| 01. | TC Parkhaus Wanne-Eickel   | 7           | 12:2   | 41:22   | 91:47  | 652:474 |
| 02. | TC Rotenbühl Saarbrücken   | 7           | 12:2   | 41:22   | 90:56  | 625:496 |
| 03. | KTHC Stadion Rot-Weiß Köln | 7           | 8:6    | 41:22   | 86:54  | 597:515 |
| 04. | TC Biberach                | 7           | 8:6    | 29:34   | 68:84  | 582:634 |
| 05. | TC RC Sport Leipzig        | 7           | 6:8    | 31:32   | 71:70  | 595:587 |
| 06. | STG Geroksruhe Stuttgart   | 7           | 6:8    | 28:35   | 65:79  | 504:608 |
| 07. | TC Oberwerth Koblenz       | 7           | 4:10   | 25:38   | 63:84  | 594:627 |
| 08. | HTC Blau-Weiß Krefeld      | 7           | 0:14   | 16:47   | 45:105 | 487:695 |

## Tennis-Bundesliga der Damen 2012

### 1. Tennis-Bundesliga der Damen
Der TC Blau-Weiss Bocholt gewann zum zweiten Mal die deutsche Meisterschaft der Damen und sollte den Titel in den beiden Folgejahren jeweils verteidigen.
Nachdem der TC Radolfzell als Titelverteidiger seine Mannschaft zurückgezogen hatte und die Liga nur mit sechs Mannschaften ausgetragen wurden, gab es mit dem TC Rüppurr Karlsruhe nur einen Absteiger.
|     | Mannschaft            | Begegnungen | Punkte | Matches | Sätze | Spiele  |
| --- | --------------------- | ----------- | ------ | ------- | ----- | ------- |
| 01. | TC WattExtra Bocholt  | 5           | 10:0   | 34:11   | 69:26 | 465:309 |
| 02. | M2Beauté Ratingen (N) | 5           | 8:2    | 30:15   | 64:36 | 459:360 |
| 03. | ETuF Essen (N)        | 5           | 4:6    | 22:23   | 52:52 | 418:398 |
| 04. | TC ZWS Moers 08       | 5           | 4:6    | 15:30   | 36:64 | 342:459 |
| 05. | TEC Waldau Stuttgart  | 5           | 2:8    | 20:25   | 46:52 | 399:376 |
| 06. | TC Rüppurr Karlsruhe  | 5           | 2:8    | 14:31   | 31:68 | 290:471 |

### 2. Tennis-Bundesliga der Damen

#### 2. Tennis-Bundesliga Nord
Nach zwei Jahren, in denen die 2. Bundesliga der Damen nur eingleisig mit sieben Mannschaften gespielt wurde, wurde 2012 wieder in zwei Gruppen gespielt. Insgesamt stiegen aus dem Vorjahr somit neun Mannschaften in die zweite Bundesliga auf, davon sechs in die Nordstaffel und drei in die Südstaffel.
In der Bundesliga Nord sicherte sich der TC Blau-Weiss Berlin den direkten Wiederaufstieg, nachdem man im Jahr zuvor erst aus der 1. Bundesliga abgestiegen war.
Im Süden gewann der BASF TC Ludwigshafen als Aufsteiger die Meisterschaft und marschierte somit direkt von der Regionalliga in die erste Bundesliga.
|     | Mannschaft                 | Begegnungen | Punkte | Matches | Sätze | Spiele  |
| --- | -------------------------- | ----------- | ------ | ------- | ----- | ------- |
| 01. | TC Blau-Weiß Berlin (A)    | 6           | 12:0   | 48:6    | 98:22 | 616:354 |
| 02. | TC Blau-Weiss Halle (N)    | 6           | 8:4    | 27:27   | 62:63 | 481:473 |
| 03. | RTHC Bayer Leverkusen (N)  | 6           | 6:6    | 31:23   | 68:54 | 493:426 |
| 04. | Rochusclub Düsseldorf (N)  | 6           | 6:6    | 24:30   | 57:72 | 463:518 |
| 05. | LTTC Rot-Weiß Berlin (N)   | 6           | 6:6    | 22:32   | 56:68 | 463:501 |
| 06. | Der Club an der Alster (N) | 6           | 2:10   | 19:35   | 50:75 | 433:526 |
| 07. | Lintorfer TC 1972 (N)      | 6           | 2:10   | 18:36   | 42:79 | 388:539 |

#### 2. Tennis-Bundesliga Süd
|     | Mannschaft                     | Begegnungen | Punkte | Matches | Sätze | Spiele  |
| --- | ------------------------------ | ----------- | ------ | ------- | ----- | ------- |
| 01. | BASF TC Ludwigshafen (N)       | 6           | 10:2   | 35:19   | 76:50 | 529:456 |
| 02. | TC Augsburg Siebentisch        | 6           | 8:4    | 28:26   | 64:56 | 479:443 |
| 03. | TC Amberg am Schanzl (N)       | 6           | 6:6    | 33:21   | 72:48 | 534:428 |
| 04. | MTTC Iphitos München (N)       | 6           | 6:6    | 25:29   | 57:62 | 468:473 |
| 05. | Ski-Club Ettlingen             | 6           | 4:8    | 28:26   | 64:60 | 478:456 |
| 06. | TC GW Luitpoldpark München     | 6           | 4:8    | 20:34   | 54:79 | 459:547 |
| 07. | PSD Bank Schießgraben Augsburg | 6           | 4:8    | 20:34   | 47:79 | 410:554 |